# Мајерс Флат (Калифорнија)
Мајерс Флат (енгл. Myers Flat) насељено је место без административног статуса у америчкој савезној држави Калифорнија.

## Демографија
По попису из 2010. године број становника је 146.
| Група             | 2000.    | 2010.       |
| Белци             | 0 (0,0%) | 121 (82,9%) |
| Афроамериканци    | 0 (0,0%) | 0 (0,0%)    |
| Азијати           | 0 (0,0%) | 1 (0,7%)    |
| Хиспаноамериканци | 0 (0,0%) | 11 (7,5%)   |
| Укупно            | 0        | 146         |